# Liste der Pfarren im Dekanat Fügen-Jenbach
Das Dekanat Fügen-Jenbach ist ein Dekanat der römisch-katholischen Diözese Innsbruck.

## Pfarren mit Kirchengebäuden
| Ort                          | Pfarrverband                      | Patrozinium                | Kirchengebäude                              | Bild |
| ---------------------------- | --------------------------------- | -------------------------- | ------------------------------------------- | ---- |
| Achenkirch                   | Achental                          | Hl. Johannes der Täufer    | Pfarrkirche Achenkirch                      |      |
| Aschau im Zillertal          | Aschau-Hippach-Dornauberg         | Maria vom Siege            | Pfarrkirche Aschau im Zillertal             |      |
| Dornauberg                   | Aschau-Hippach-Dornauberg         | Mariä Himmelfahrt          | Pfarrkirche Dornauberg                      |      |
| Eben am Achensee             | Achental                          | Hl. Notburga               | Pfarrkirche Eben am Achensee                |      |
| Finkenberg                   | Tux-Finkenberg                    | Hl. Leonhard               | Pfarrkirche Finkenberg                      |      |
| Fügen                        | Fügen-Ried-Kaltenbach-Uderns      | Mariä Himmelfahrt          | Pfarrkirche Fügen                           |      |
| Hippach                      | Aschau-Hippach-Dornauberg         | Hll. Ingenuin und Albuin   | Pfarrkirche Hippach                         |      |
| Jenbach                      | Jenbach-Münster-Wiesing           | Hll. Wolfgang und Leonhard | Pfarrkirche Jenbach                         |      |
| Münster                      | Jenbach-Münster-Wiesing           | Mariä Himmelfahrt          | Pfarrkirche Münster (Tirol)                 |      |
| Pertisau                     | Achental                          | Hlgst. Dreifaltigkeit      | Pfarrkirche Pertisau                        |      |
| Ried im Zillertal-Kaltenbach | Fügen-Ried-Kaltenbach-Uderns      | Hl. Johannes der Täufer    | Pfarrkirche Ried im Zillertal               |      |
| St. Margarethen              | St. Margarethen-Strass-Schlitters | Hl. Margareta              | Pfarrkirche St. Margarethen (Buch in Tirol) |      |
| Schlitters                   | St. Margarethen-Strass-Schlitters | Hl. Martin                 | Pfarrkirche Schlitters                      |      |
| Strass im Zillertal          | St. Margarethen-Strass-Schlitters | Hl. Jakobus der Ältere     | Pfarrkirche Strass im Zillertal             |      |
| Tux                          | Tux-Finkenberg                    | Hl. Thomas                 | Pfarrkirche Tux                             |      |
| Uderns                       | Fügen-Ried-Kaltenbach-Uderns      | Hl. Briktius               | Pfarrkirche Uderns                          |      |
| Wiesing                      | Jenbach-Münster-Wiesing           | Hll. Martin und Nikolaus   | Pfarrkirche Wiesing                         |      |

## Expositur mit Kirchengebäuden
| Ort       | Pfarrverband | Patrozinium       | Kirchengebäude            | Bild |
| --------- | ------------ | ----------------- | ------------------------- | ---- |
| Hinterriß | Achental     | Mariä Heimsuchung | Expositurkirche Hinterriß |      |

## Dekanat Fügen-Jenbach
Das Dekanat umfasst 17 Pfarren und eine Expositur.